# Goro (Benin)
Goro è un arrondissement del Benin situato nella città di Tchaourou (dipartimento di Borgou) con 5.356 abitanti (dato 2006).